# United Reformed Church

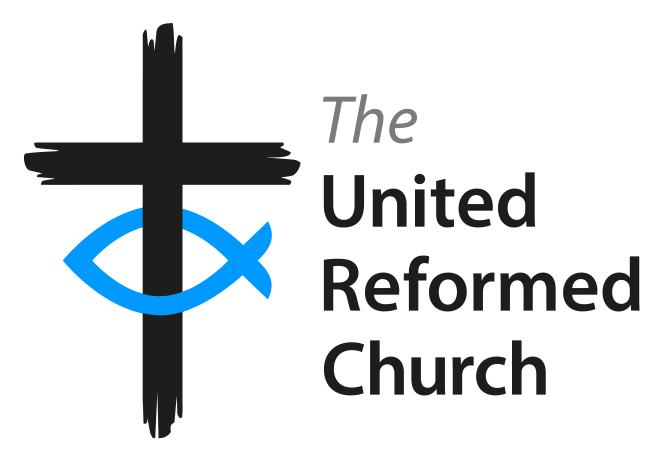
Logo

Die United Reformed Church (Vereinigte Reformierte Kirche, URC) ist eine reformierte Kirche in Großbritannien.

## Geschichte
Die URC entstand 1972 aus dem Zusammenschluss der Presbyterian Church of England (Presbyterianische Kirche Englands) und der Congregational Church in England and Wales (Kongregationalistische Kirche in England und Wales). 1981 schlossen sich ihr die meisten Gemeinden der 1980 aufgelösten britischen Vereinigung der Gemeinden Christi an, 2000 folgte die Congregational Union of Scotland. Der URC gehören derzeit nach eigenen Angaben 47.000 eingetragene Gemeindeglieder in 1.400 Gemeinden an; sie erreicht aber allein 60.000 Menschen wöchentlich durch ihre Gottesdienste und noch mehr durch ihre weiteren Angebote.

## Glauben
Das Glaubensleben der URC wird von presbyterianischen, kongregationalistischen und calvinistischen Traditionen geprägt. In dem Unionsbekenntnis von 1981 bezeichnet sie sich als Teil „der einen heiligen, katholischen und apostolischen Kirche“ und bekennt sich dazu, „das erneuernde Leben des Heiligen Geistes an jedem Ort und in ihrer ganzen Gemeinschaft zu empfangen und auszudrücken“.
In der URC werden Männer und Frauen ordiniert. Die Segnung gleichgeschlechtlicher Paare ist in der URC seit 2012 und die Trauung gleichgeschlechtlicher Paare ist seit 2016 erlaubt.

## Ökumene
Die URC gehört zahlreichen Organisationen der Ökumene an, beispielsweise dem Ökumenischen Rat der Kirchen, der Weltgemeinschaft Reformierter Kirchen, der Konferenz Europäischer Kirchen, der Gemeinschaft Evangelischer Kirchen in Europa und den Churches Together in Britain and Ireland. Viele der Gemeinden sind in local ecumenical partnerships mit Gemeinden anderer Denominationen verbunden.

## Politik
Die UR verabschiedete als erste Kirche in Großbritannien 2004 einen faktischen Unvereinbarkeitsbeschluss mit der rassistischen British National Party (BNP) oder vergleichbaren Organisationen.